# ماونت ایری (مریلند)
ماونت ایری (به انگلیسی: Mount Airy) شهری در ایالت مریلند کشور ایالات متحده آمریکا است که جمعیت آن در سرشماری سال ۲۰۱۰ میلادی، ۹٬۲۸۸ نفر بوده‌است.